# Indy Aircraft
Indy Aircraft Limited là một nhà sản xuất máy bay Hoa Kỳ đặt trụ sở tại Independence, Iowa. Công ty chuyên về mảng sản xuất máy bay siêu nhẹ dưới dạng kits lắp ráp cho lắp ráp tại nhà.
Công tay có nguồn gốc từ Teratorn Aircraft, vốn được thành lập năm 1976 tại Clear Lake, Iowa với các thiết kế máy bay là Teratorn Tierra và Teratorn Tierra II trong năm 1983. Khi Teratorn không còn hoạt động vào năm 1989 và thiết kế Tierra của họ được đưa vào sản xuất trở lại bởi công ty Golden Circle Air ở De Soto, Iowa với cái tên Golden Circle Air T-Bird. Golden Circle Air dừng hoạt động khoảng năm 2006 và Indy Aircraft được thành lập để cung ứng các bộ phận máy bay cho các máy bay đã sản xuất. Năm 2011, công ty khôi phục sản xuất T-Bird và T-Bird II. Có hơn 1500 Tierra/T-Bird Is và 2500 Tierra II/T-Bird IIs được chế tạo bởi tất cả các công ty này.
Indy aircraft đã đưa T-Bird I và T-Bird II vào sản xuất, nhưng không có loại máy bay Golden Circle Air ba ghế ngồi T-Bird III hay T-Bird Tandem TBT06. Công ty đã đưa ra kế hoạch lấy chứng nhận máy bay thể thao hạng nhẹ, nhưng đến tháng 4 năm 2017 không có thiết kế nào của hãng được US Federal Aviation Administration thông qua với SLSA.

## Máy bay
| Model name     | First flight | Number built                             | Type                     |
| -------------- | ------------ | ---------------------------------------- | ------------------------ |
| Indy T-Bird I  | 1983         | more than 1500 Tierras and T-Birds       | Single seat kit aircraft |
| Indy T-Bird II | 1983         | more than 2500 Tierra IIs and T-Bird IIs | Two seat kit aircraft    |